# Heinrich von Bünau (General, 1873)
Heinrich von Bünau (* 27. September 1873 in Altona; † 15. August 1943 in Potsdam) war ein deutscher General der Infanterie und ab 1942 SS-Oberführer.

## Leben
Heinrich von Bünau entstammte dem Uradelsgeschlecht derer von Bünau. Er war der älteste Sohn des preußischen Oberst Heinrich von Bünau (1841–1910) und der Helene, geborene von Dittmar.
Bünau trat am 22. März 1892 aus dem Kadettenkorps kommend als Sekondeleutnant in das Kaiser Franz Garde-Grenadier-Regiment Nr. 2 der Preußischen Armee ein. Ab 1. Oktober 1895 fungierte er als Adjutant des I. Bataillons und nach seiner Versetzung am 1. April 1897 in das Garde-Grenadier-Regiment Nr. 5 war er auch dort in selbiger Funktion tätig. Bünau war dann vom 17. April 1899 bis 4. Oktober 1904 Regimentsadjutant und wurde als solcher zwischenzeitlich am 18. August 1900 Oberleutnant. Anschließend setzte man ihn als Adjutant der 5. Garde-Infanterie-Brigade ein. Bünau wurde dann am 13. September 1906 zum Hauptmann befördert und sieben Monate später Kompaniechef im Garde-Grenadier-Regiment Nr. 5. Diesen Posten hatte er bis zu seiner Versetzung als Adjutant der 37. Division am 1. Oktober 1913 inne.
Mit Ausbruch des Ersten Weltkriegs und der Mobilmachung kam Bünau dann mit der Division zunächst bei den Grenzschlachten zum Einsatz. Bünau wurde dort am 19. August 1914 zum Major befördert und am 22. Juni 1915 Kommandeur des II. Bataillons des Reserve-Infanterie-Regiments Nr. 227. Durch eine Verwundung, die er am 2. November 1915 erlitten hatte, musste er sein Kommando abgeben. Nach Lazarettaufenthalt und Gesundung erhielt er dann am 5. August 1916 das Kommando über das I. Bataillon des 2. Garde-Regiments zu Fuß. Bereits einen Monat später erfolgte seine Abkommandierung und Ernennung zum Kommandeur des Jäger-Bataillons „Graf Yorck von Wartenburg“ (Ostpreußisches) Nr. 1. Bünau übernahm dann am 29. April 1917 das Jäger-Regiment Nr. 4 und wurde am 6. April 1918 während der Deutschen Frühjahrsoffensive abermals verwundet. Er war am 14. Juli 1918 wieder dienstfähig und wurde Kommandeur des Infanterie-Regiments „Markgraf Karl“ (7. Brandenburgisches) Nr. 60. Dieses Kommando behielt er über das Kriegsende hinaus und der Rückführung der Truppe in die Heimat bei.
Bünau wurde zunächst in die vorläufige Reichswehr übernommen und ab 24. Februar 1919 als 2. Stabsoffizier an der Infanterie-Schule in München eingesetzt. Für ein Jahr fungierte er dort ab 6. Dezember 1919 als Lehrer und dann als Leiter des Lehrgangs II. In dieser Funktion hatte man ihn am 1. Oktober 1920 zum Oberstleutnant sowie am 1. Februar 1922 zum Oberst befördert. Man versetzt Bünau vom 1. November 1922 bis 31. Dezember 1923 zum Stab des 4. (Preußisches) Infanterie-Regiments nach Kolberg. Am Neujahrstag 1924 trat Bünau in Braunschweig seine Stelle als Kommandeur des 17. Infanterie-Regiments an. Sein letztes Kommando erhielt er dann am 1. November 1926 mit der Ernennung zum Infanterie-Führer III in Berlin. Unter gleichzeitiger Verleihung des Charakters als Generalleutnant wurde Bünau am 31. Januar 1929 aus dem aktiven Dienst entlassen und in den Ruhestand versetzt.
Am 27. August 1939, dem sogenannten Tannenbergtag, erhielt Bünau den Charakter als General der Infanterie verliehen. Zum 20. April 1942 trat er der SS als SS-Oberführer bei (SS-Nummer 421.185).
Sein 1906 geborener gleichnamiger Sohn Heinrich wurde 1939 Landrat des Landkreises Allenstein und war von 1963 bis 1971 Landtagsabgeordneter der FDP in Rheinland-Pfalz.

## Auszeichnungen
- Roter Adlerorden IV. Klasse[3]
- Russischer Sankt-Stanislaus-Orden III. Klasse[3]
- Eisernes Kreuz (1914) II. und I. Klasse[4]
- Ritterkreuz des Königlichen Hausordens von Hohenzollern mit Schwertern[4]
- Pour le Mérite[4] am 21. September 1918
- Verwundetenabzeichen (1918) in Schwarz[4]
- Preußisches Dienstauszeichnungskreuz[4]
- Ehrenkreuz III. Klasse des Fürstlichen Hausordens von Hohenzollern mit Schwertern und mit Krone[4]
- Hanseatenkreuz Hamburg[4]
- Orden der Eisernen Krone III. Klasse mit der Kriegsdekoration[4]
- Österreichisches Militärverdienstkreuz II. Klasse mit der Kriegsdekoration[4]